# San Nicolás (fiesta)

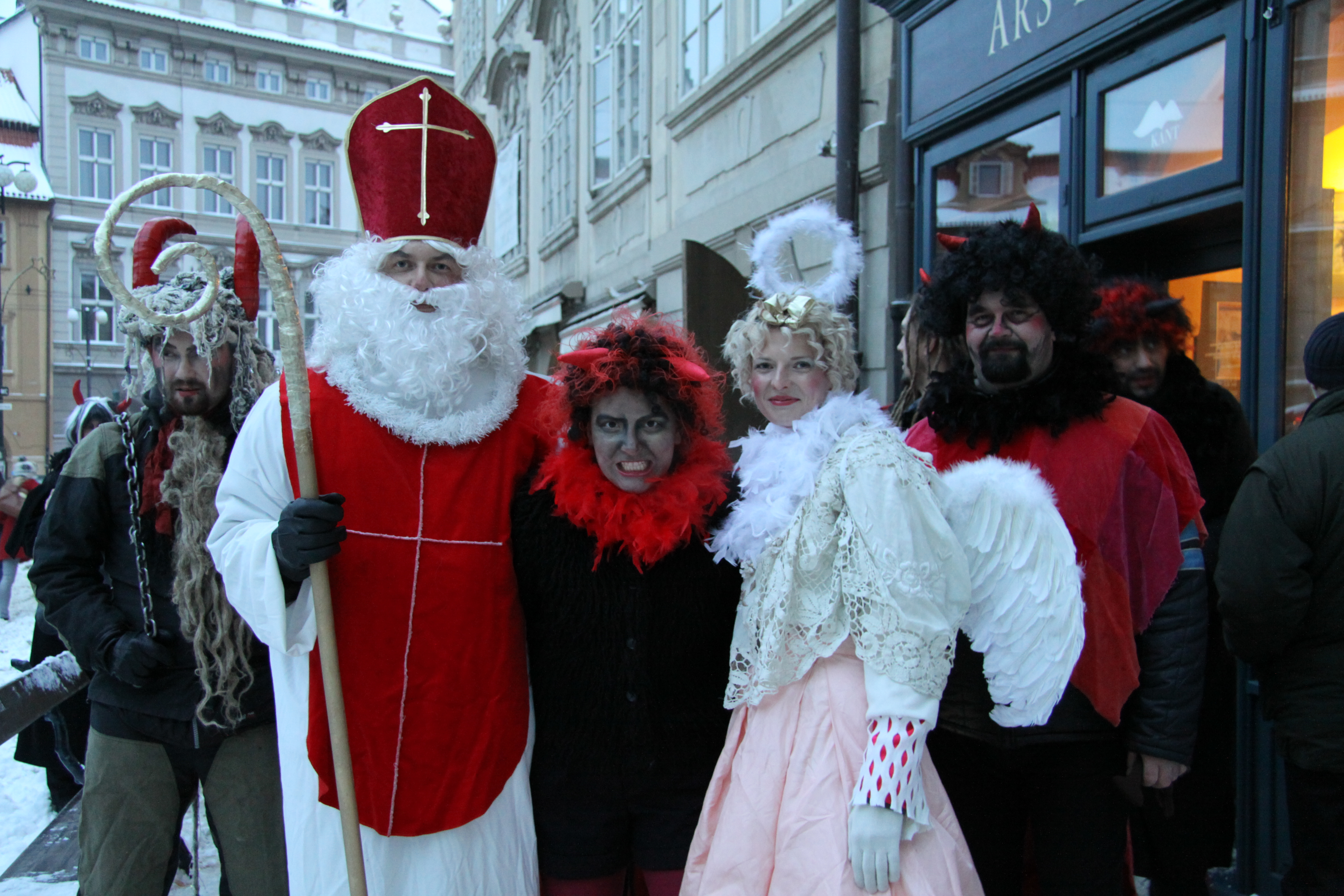
Celebración tradicional del día de San Nicolás en Malá Strana, Praga, República Checa.

La Fiesta de San Nicolás es una fiesta dirigida principalmente hacia los niños en Europa, que tiene como protagonista a San Nicolás, patrón de los niños. Se trata de una tradición popular surgida en época medieval viva en varios países de Europa, en que el 6 de diciembre anuncia la llegada de la Navidad. 
Se celebra especialmente en los Países Bajos (conocido como Sinterklaas), Bélgica, Luxemburgo, norte y noreste de Francia (Flandes francés; norte de Champaña-Ardenas; Franco Condado; Alsacia, donde está profundamente arraigada; y Lorena, donde San Nicolás es el patrón), y en menor medida en Alemania, Austria, Suiza, Polonia, Lituania, Chequia, Croacia, Hungría (Mikulás), Rumanía, Eslovaquia, Eslovenia, Bosnia y Herzegovina, Serbia, Ucrania y Bulgaria.
En España, San Nicolás es el patrón de Alicante.
Las tradiciones difieren según la región pero una característica común de estas celebraciones es la distribución de regalos y dulces a los niños, origen del posterior Papá Noel que distribuye los obsequios en Nochebuena.

## Costumbres
La costumbre de dar regalos en Polonia se puede encontrar en los textos del siglo XVIII: Los niños reciben manzanas, nueces doradas, pan de jengibre y cruces de madera. En la noche del 5 de diciembre al 6 de diciembre se dejan los regalos para los pequeños debajo de la almohada, en el maletero o trastero o se colocan en un calcetín grande.